# Mokolo Haoussa
 (juin 2021).
Pour les articles homonymes, voir Mokolo (homonymie).
Mokolo Haoussa est un village situé dans la région est du Cameroun et dans le département de la Kadey. Il se trouve plus précisément dans l'arrondissement de Batouri et le quartier de Batouri-ville.

## Population
En 2005, le village de Mokolo Haoussa comptait 4 368 habitants dont : 2 191 hommes et 2 177 femmes.